# Společnost přátel hudby ve Vídni
Společnost přátel hudby ve Vídni (německy Gesellschaft der Musikfreunde in Wien, zkráceně Wiener Musikverein) je tradiční spolek ve Vídni pro propagaci hudební kultury, založený v roce 1812.

## Založení

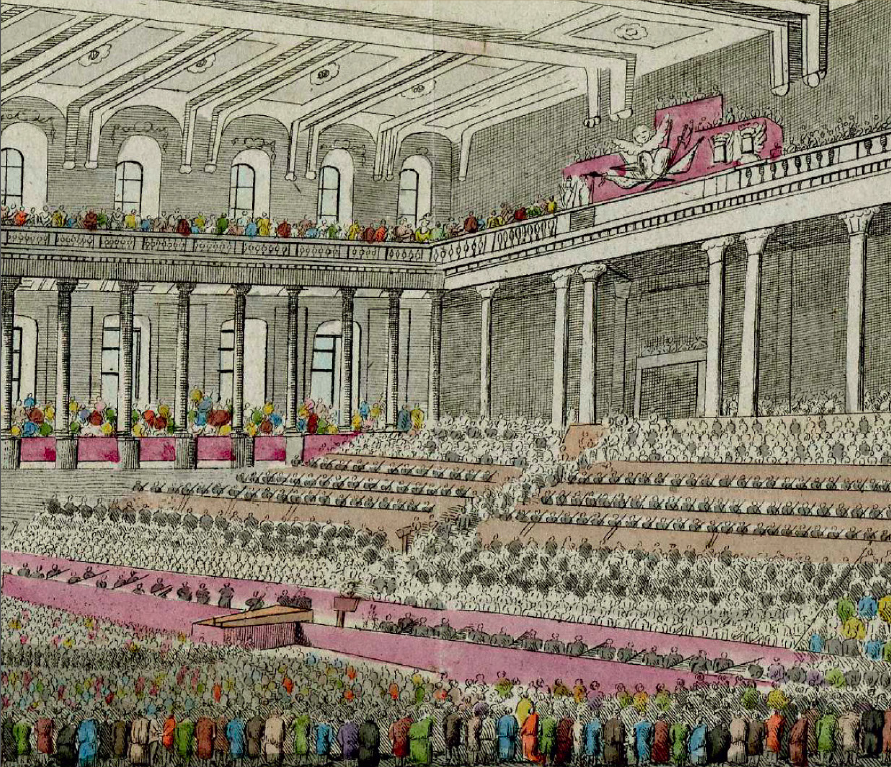
Zakládající koncert v roce 1812

Dne 29. listopadu a 3. prosince 1812 bylo v Zimní jezdecké škole ve vídeňském Hofburgu uvedeno Händelovo oratorium Timotheus. Tento koncert byl impulsem k založení Společnosti přátel hudby v Rakouském císařství. Za zakladatele spolku je považován Joseph Sonnleithner (1766–1835), tehdejší tajemník císařských dvorních vídeňských divadel (Burgtheater a divadlo U Korutanské brány – Kärntnertortheater). Výtěžek obou koncertů měl připadnout ve prospěch nově založené instituce. Císař František I. přispěl darem 1 000 zlatých, čistý výnos činil 25 934 zlatých. Prvním sídlem společnosti byl Lobkovický palác na dnešním Lobkovickém náměstí.

## Cíle
Podle stanov z roku 1814 je hlavním cílem společnosti "propagace hudby ve všech jejích odvětvích".
Společnost přátel hudby toho dosahuje třemi způsoby:
- založení konzervatoře,
- systematické shromažďování hudebně-historických dokumentů (archiv, knihovna a fondy),
- pořádání koncertů.

## Koncerty
První sborové aktivity Společnosti proběhly z iniciativy císařského dvorního kapelníka Antonia Salieriho, který se podílel na uvedení premiéry Missa solemnis či 9. symfonie Ludwiga van Beethovena. Oficiální založení koncertního sboru proběhlo v roce 1858 jako pobočka Vídeňského pěveckého spolku (Wiener Singverein), ačkoli spolek sborově koncertoval již několik let. Prvním šéfdirigentem Vídeňského pěveckého spolku byl Johann von Herbeck. Od roku 1991 sbor vedl Johannes Prinz.

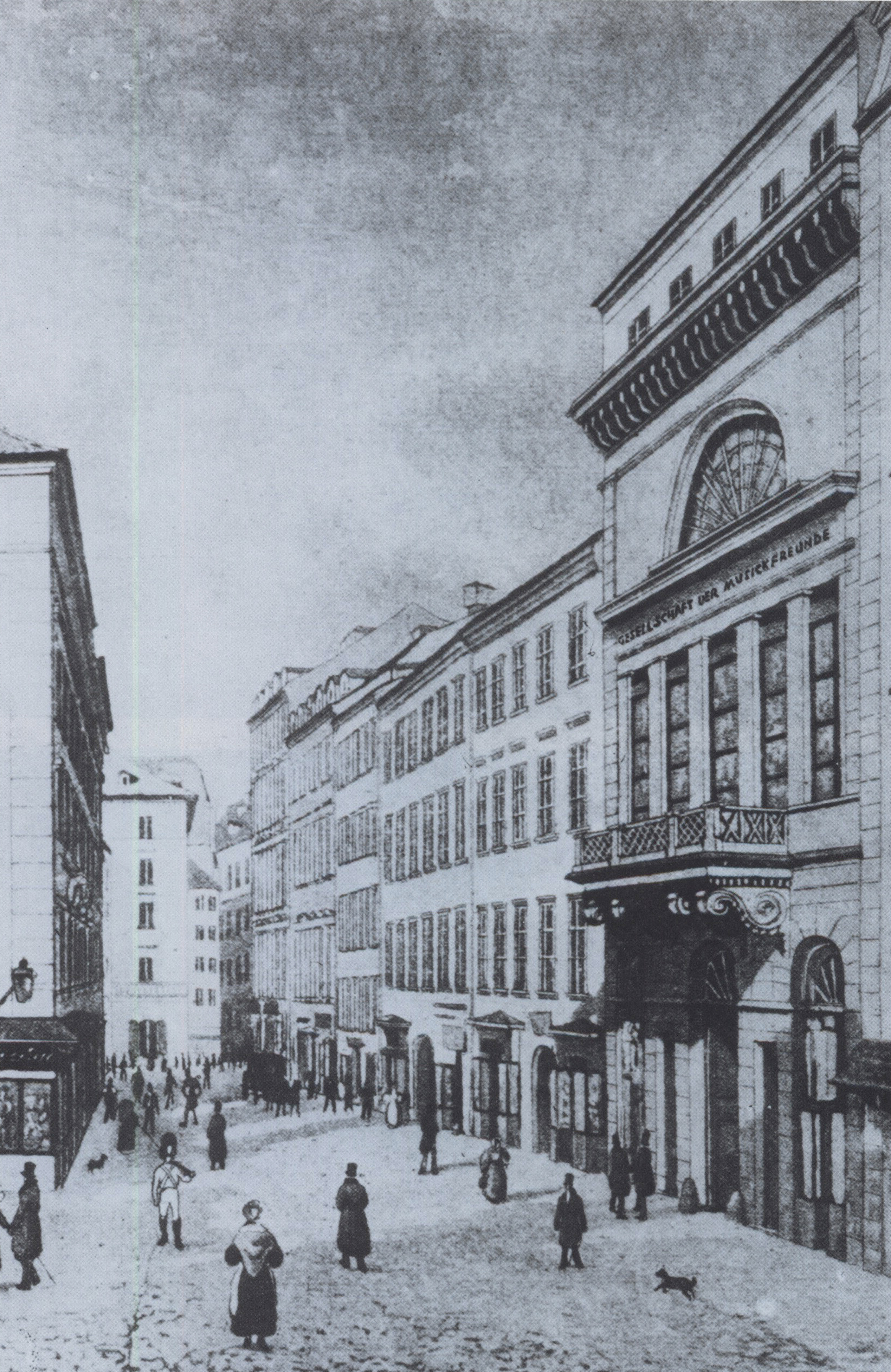
Budova Společnosti (1831–1870) na Tuchlauben (Haus zum Roten Igel), první budova vpravo.

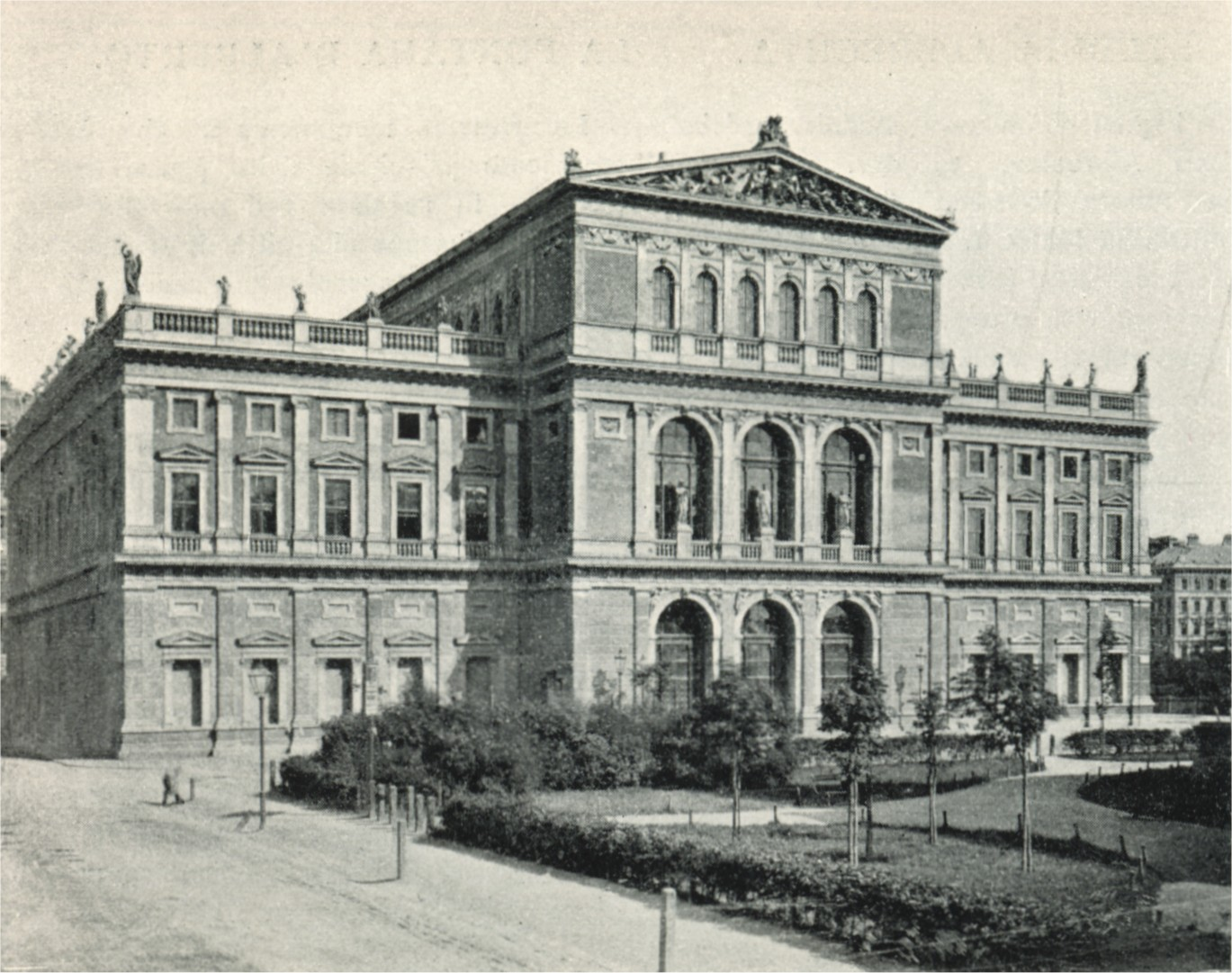
Wiener Musikverein kolem roku 1898

## Sídlo spolku
Spolek zpočátku působil ve vídeňském domě U červeného jablka (Zum roten Apfel).
V roce 1863 daroval spolku císař František Josef I. ze státní pokladny majetku firmě areál na břehu řeky Vídeňky naproti kostelu sv. Karla Boromejského v místech někdejších městských hradeb, zrušených v roce 1858. Nedaleko odtud byla v letech 1861–1869 postavena Vídeňská státní opera, v letech 1865–1868 Künstlerhaus na sousedním staveništi na břehu řeky Vídně a v letech 1862–1865 dnešní Hotel Imperial na náměstí u Ringstrasse.
6. ledna 1870 byl zahájen slavnostním koncertem provoz budovy Wiener Musikverein navržené architektem Theophilem von Hansenem. V témže roce se stal čestným členem společnosti císařský komorník, generál Konstantin z Hohenlohe-Schillingsfürstu.
V roce 1869 se Carl Heissler stal prvním ředitelem orchestru Společnosti přátel hudby. V letech 1871 a 1872 byl uměleckým ředitelem společnosti ruský skladatel Anton Rubinštejn a po krátké době jej nahradil Johannes Brahms. 

## Konzervatoř Společnosti přátel hudby
Kromě projektů pro děti a mládež, provozovala Společnost také první veřejnou hudební konzervatoř ve Vídni.
První pěveckou třídu (12 dívek a 12 chlapců) založil v roce 1817 Antonio Salieri, které dával bezplatné hodiny zpěvu. V roce 1819 následovala houslařská škola pod vedením houslisty Josepha Böhma.
V průběhu 19. století byla konzervatoř výrazně rozšířena a v 90. letech 19. století již měla přes 1000 studentů. V roce 1909 byl ústav přejmenován na „ c.k. Akademie hudby a múzických umění“, dnešní Universität für Musik und darstellende Kunst Wien.

## Archiv
Archiv Společnosti je dnes jednou z nejvýznamnějších hudebních sbírek na světě. Dělí se na knihovnu, archiv (s hudbou, soubory, efeméry) a sbírky (obrázky, memorabilia). Nacházejí se zde cenné a vzácné prvotisky a také autogramy Schuberta, Beethovena, Mozarta a mnoha dalších. Významná je také sbírka dopisů, která čítá několik tisíc kusů, a sbírka obrazů, která zahrnuje portréty Claudia Monteverdiho a Johanna Josepha Fuxe. Za zmínku stojí především Brahmsova sbírka, která je od roku 2005 součástí Světových dokumentů UNESCO.

## Osobnosti

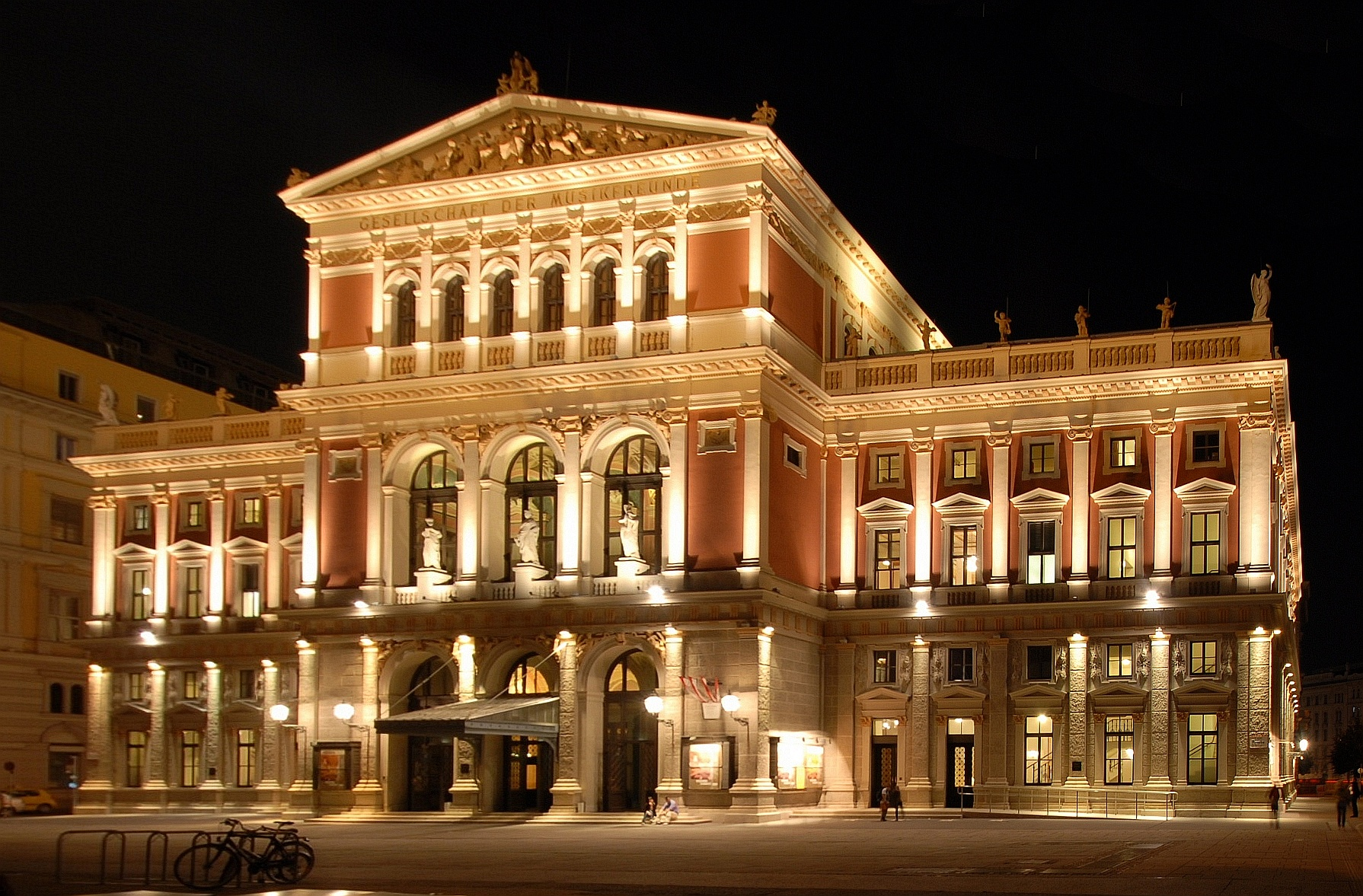
Budova Musikverein v noci

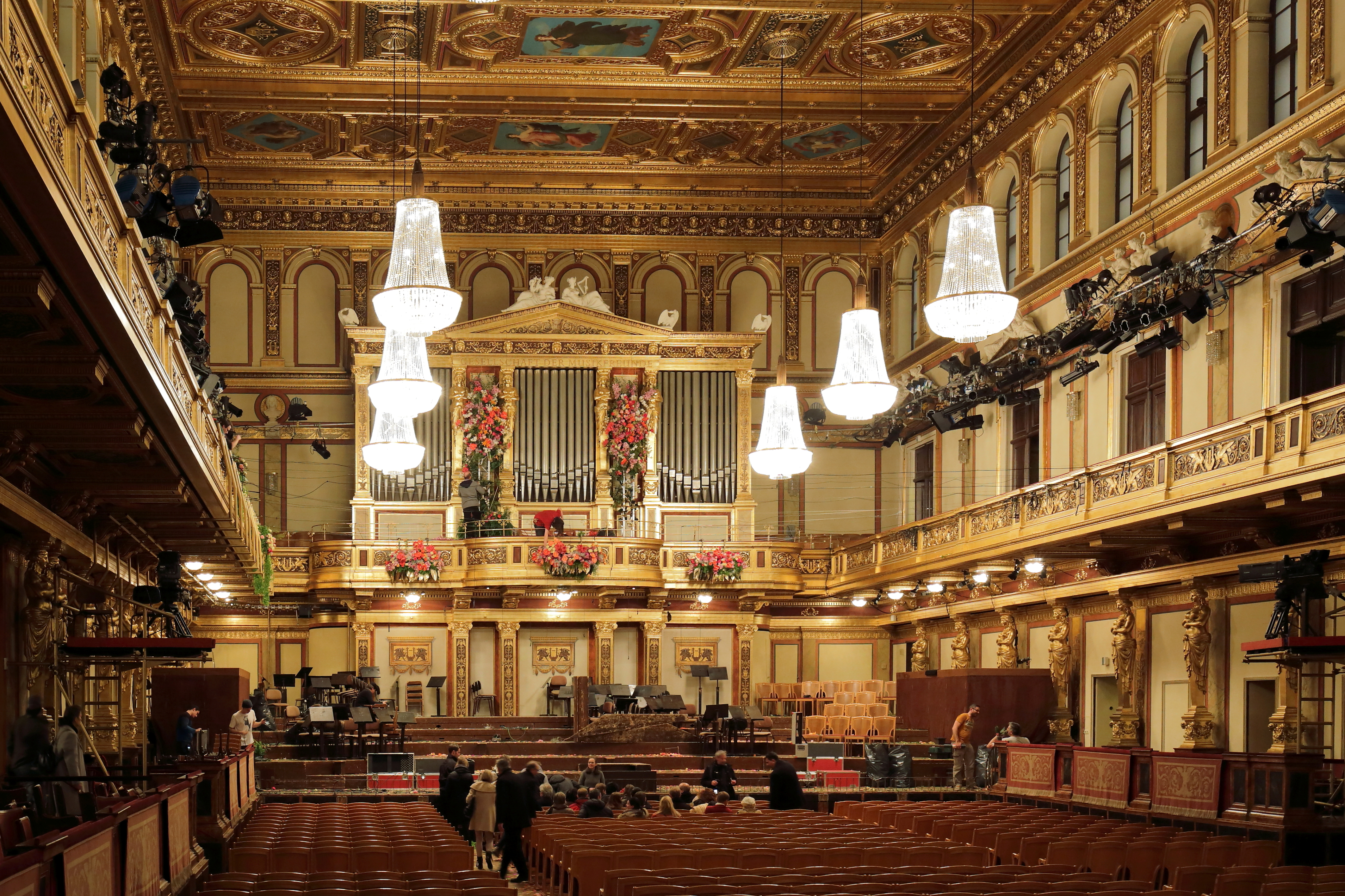
velký nebo Zlatý sál v budově Společnosti

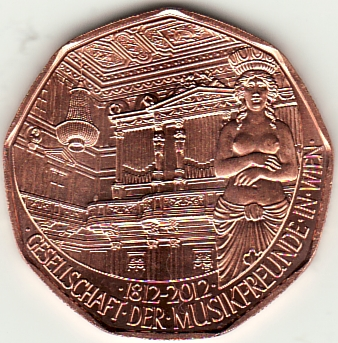
5eurová mince u příležitosti 200. výročí v roce 2012

### Zakladatel
- Joseph Sonnleithner (1766–1835)

### Spoluzakladatelé (výběr)
- Antonio Salieri (1750–1825), skladatel
- Antonín Jiří Apponyi (1751–1817), uherský šlechtic, diplomat a mecenáš umění
- Fanny von Arnstein (1758–1818)
- Mikuláš Zmeškal z Domanovec (1759–1833), úředník uherské dvorní kanceláře
- Kníže František Josef Maxmilián z Lobkovic (1772–1816), generálmajor, milovník umění a mecenáš
- Mořic I. z Ditrichštejna (1775–1864), soudní úředník
- Moritz von Fries (1777–1826), bankéř a mecenáš umění

### Slavní členové (výběr)
- Leopold von Sonnleithner (1797–1873), právník a sběratel hudby
- Jan Václav Hugo Voříšek (1791–1825), hudební skladatel, klavírista a varhaník, od roku 1818 člen.
- Franz Schubert (1797–1828), skutečný člen z 12. června 1827

### Koncertní ředitelé

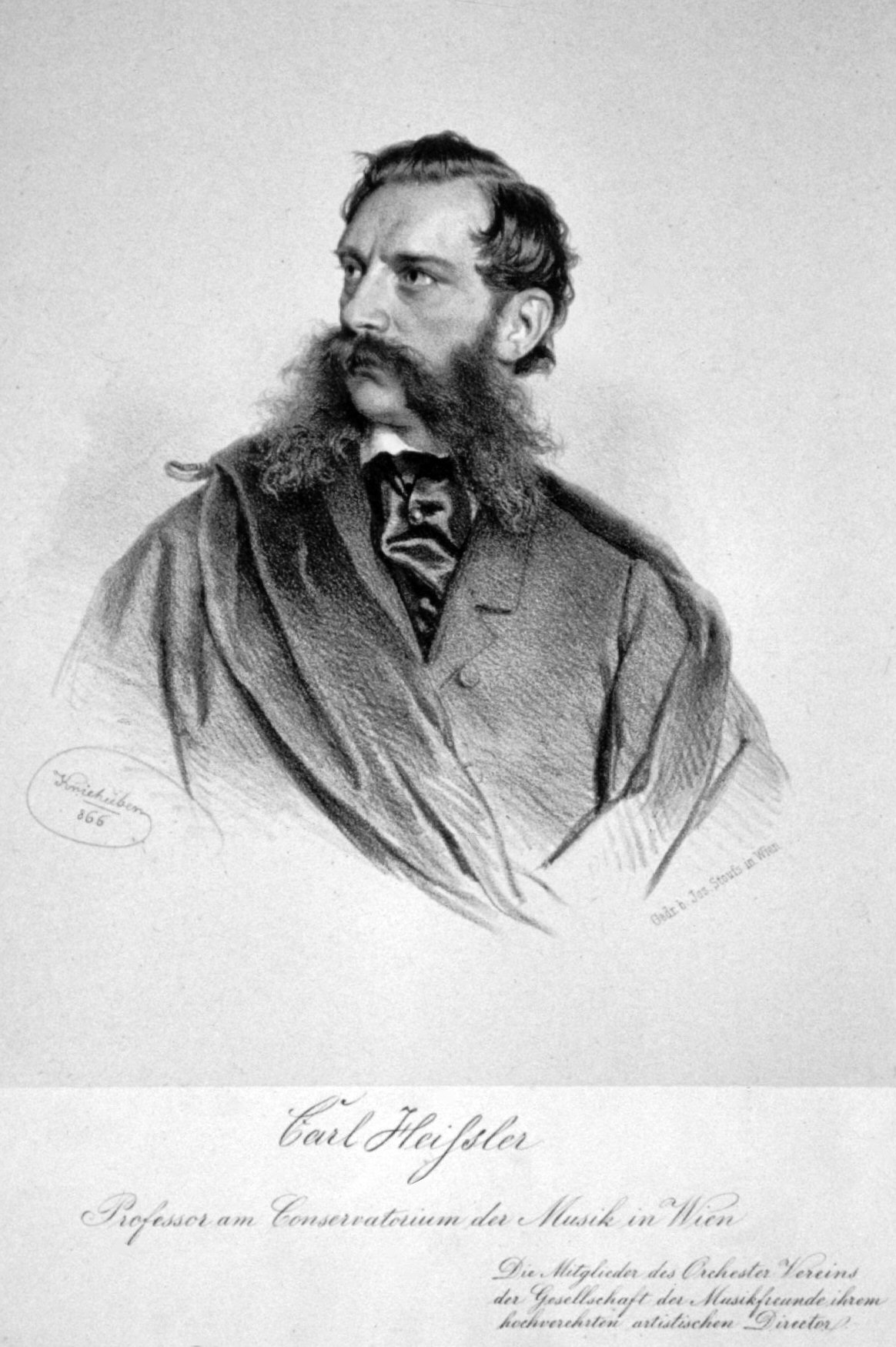
Carl Heissler, litografie od Josefa Kriehubera z roku 1866

- Joseph Hellmesberger senior (1828–1893), umělecký ředitel 1850–1859
- Johann von Herbeck (1831–1877), umělecký ředitel 1859–1869
- Carl Heissler (1823–1878), umělecký ředitel 1869–1871
- Eduard Schön (1825–1879), ministerský radní a skladatel, režisér kolem roku 1870
- Anton Rubinštejn, umělecký ředitel 1871–1872
- Johannes Brahms (1833–1897), koncertní ředitel 1872–1875
- Hans Richter (1843–1916), dirigent, režisér do roku 1900
- Franz Schalk (1863–1931), koncertní ředitel 1904–1921
- Ferdinand Löwe (1865–1925), koncertní ředitel
- Wilhelm Furtwängler (1886–1954), koncertní ředitel 1921–1927 (spolu s Leopoldem Reichweinem)
- Leopold Reichwein (1878–1945), koncertní ředitel 1921–1927 (spolu s Wilhelmem Furtwänglerem)
- Robert Heger (1886–1978), koncertní ředitel 1925–1933
- Walter Legge (1906–1979), ředitel od roku 1946
- Herbert von Karajan (1908–1989), poslední koncertní ředitel 1948–1964

### Místopředsedové (výběr)
- Raphael Georg Kiesewetter (1773–1850), radní a hudebník, viceprezident 1821–1843
- Nikolaus Dumba (1830–1900), průmyslník, viceprezident kolem roku 1880
- Gustav Ortner (1935–2022), diplomat, viceprezident 2001 až 2008

### Členové představenstva
- Heinrich Eduard Josef von Lannoy (1787–1853), dirigent a skladatel, člen
- Martin Gustav Nottebohm (1817–1882), muzikolog a skladatel, člen od roku 1858
- Anthony van Hoboken (1887–1983), muzikolog a sběratel, člen od roku 1957
- Bratři Czartoryští, kolem roku 1870

### Tajemníci (výběr)
- Leopold Alexander Zellner, generální tajemník 1868–1891
- Hugo Botstiber (1875–1941), tajemník a ředitel kancléře 1905–1912
- Franz Schütz, ředitel dosazený národními socialisty v letech 1938–1945 [4]
- Thomas Angyan (nar. 1953), generální tajemník a umělecký ředitel 1988–2020
- Stephan Pauly (* 1972), umělecký ředitel od roku 2020

### Archiváři
- Martin Gustav Nottebohm (1817–1882), 1865
- Carl Ferdinand Pohl (1819–1887), 1866–1887
- Eusebius Mandyczewski (1857–1929), 1887–1929
- Hedwig Kraus (1895–1985), 1930–1962
- Hedwig Mitringer (1910–2001), 1962–1979
- Otto Biba (* 1946), 1979–2021

### Někteří čestní členové
Mezi čestné členy Společnosti patřili nebo dosud patří například:
- Claudio Abbado
- Daniel Barenboim
- Ludwig van Beethoven
- Hector Berlioz
- Leonard Bernstein
- Karl Böhm
- Johannes Brahms
- Anton Bruckner
- Gaetano Donizetti
- Antonín Dvořák
- Karl Goldmark
- Charles Gounod
- Edvard Grieg
- Franz Grillparzer
- Karl Goldmark
- Eduard Hanslick
- Johann Nepomuk Hummel
- Vojtěch Jírovec
- Ernst Křenek
- kníže Jan II. z Lichtenštejna
- Ferenc Liszt
- kněžna Paulina Klementina Metternichová
- Giacomo Meyerbeer
- Ignaz Moscheles
- Václav Neumann
- velkokněžna Marie Pavlovna Ruská
- infant František de Paula Španělský
- Jan Nepomuk Augustin Vitásek
- Richard Wagner

a mnoho dalších

## Vyznamenání
V roce 1961 byla Společnost přátel hudby ve Vídni mezi příjemci Ceny Karla Rennera.  